# Domherrenhof (Walporzheim)

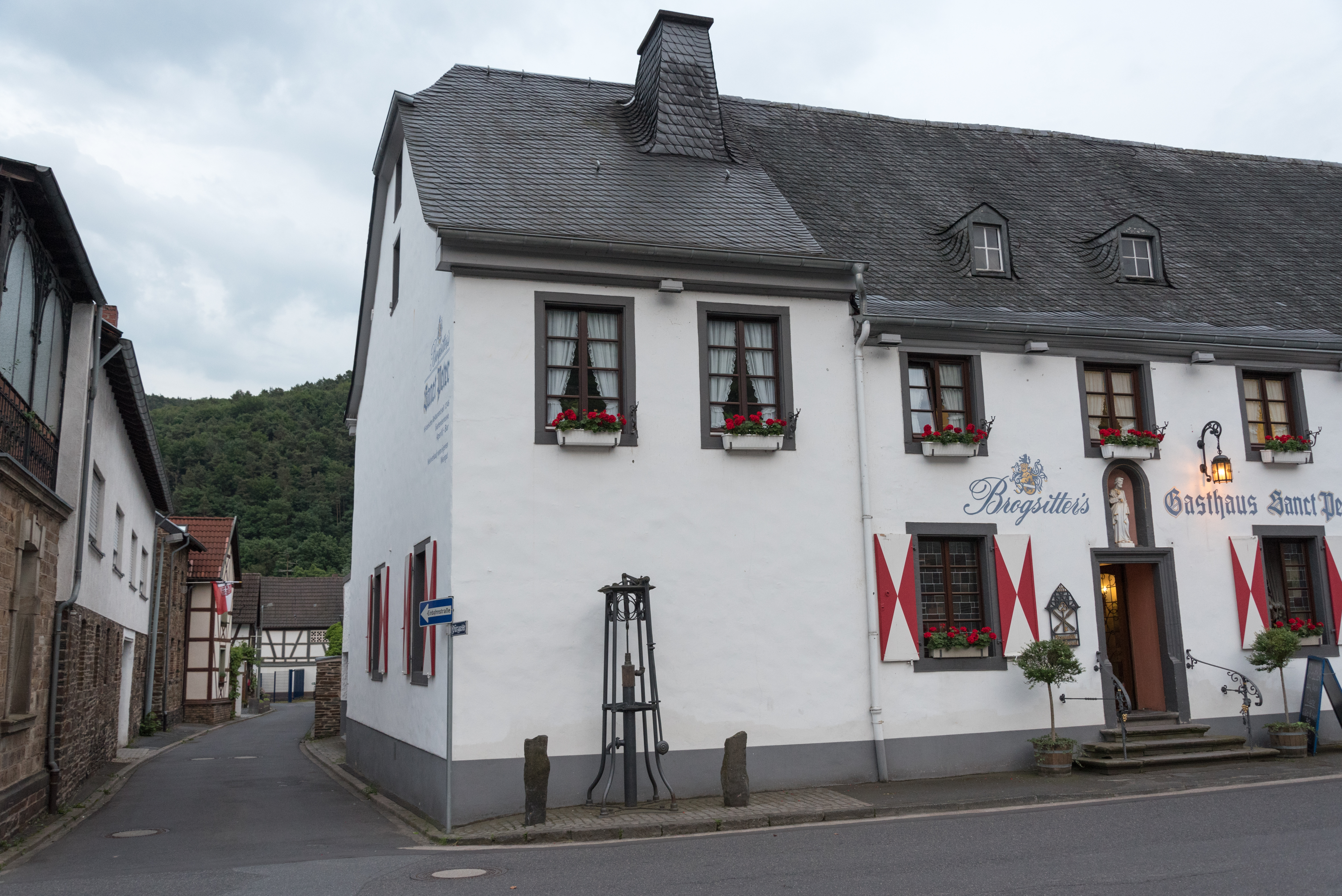
Gasthaus St. Peter als Teil der der Gesamtanlage

Der Domherrenhof in Walporzheim, einem Stadtteil von Bad Neuenahr-Ahrweiler im Landkreis Ahrweiler im nördlichen Rheinland-Pfalz, ist ein unter Denkmalschutz stehendes Kulturdenkmal.
Zu der Gesamtanlage zählt auch das Gasthaus St. Peter, das zu den ältesten Gasthäuser des Ahrtals zählt und bis in das Jahr 600 zurückreicht und als fränkischer königseigener Meierhof erwähnt wurde. Es war das Hofgut der Grafen von Are, die es dem Kölner Domkapitel schenkten in dessen Besitz das Gut blieb bis 1802 blieb, woher auch der Name Domherrenhof herrührt. Seit 1805 befindet sich das Weinhaus in Privatbesitz. Der Gasthof ist ein Guide Michelin Sternerestaurant. Viele Jahre lang war der Domherrenhof Erholungsheim für die Kölner Domherren. Der Domherrenhof St. Peter hatte im Mittelalter auch das Stapelrecht. Es wurde später der Sitz des Weinguts Brogsitter. Aktuell befindet sich im Domherrenhof eine vom Jobcenter des Kreises Ahrweiler unterstütztes Projekt der Jugendintegrationsarbeit.